# La notte è fatta per... rubare
La notte è fatta per... rubare è un film del 1968 diretto da Giorgio Capitani.